# Retiro San Andrés Airport
Retiro San Andrés Airport är en flygplats i Chile.   Den ligger i provinsen Provincia de Linares och regionen Región del Maule, i den södra delen av landet, 300 km söder om huvudstaden Santiago de Chile. Retiro San Andrés Airport ligger 153 meter över havet.
Terrängen runt Retiro San Andrés Airport är platt. Närmaste större samhälle är Parral, 17,0 km söder om Retiro San Andrés Airport. 
Trakten runt Retiro San Andrés Airport består till största delen av jordbruksmark. Runt Retiro San Andrés Airport är det ganska glesbefolkat, med 23 invånare per kvadratkilometer.